# NGC 5596
NGC 5596 (również PGC 51355 lub UGC 9208) – galaktyka soczewkowata (S0), znajdująca się w gwiazdozbiorze Wolarza. Odkrył ją William Herschel 1 maja 1785 roku. Należy do galaktyk Seyferta typu 2.